# Uncinorhynchus proporus
Uncinorhynchus proporus är en plattmaskart som beskrevs av Brunet 1973. Uncinorhynchus proporus ingår i släktet Uncinorhynchus och familjen Gnathorhynchidae. Inga underarter finns listade i Catalogue of Life.